# Rödgener Mühle

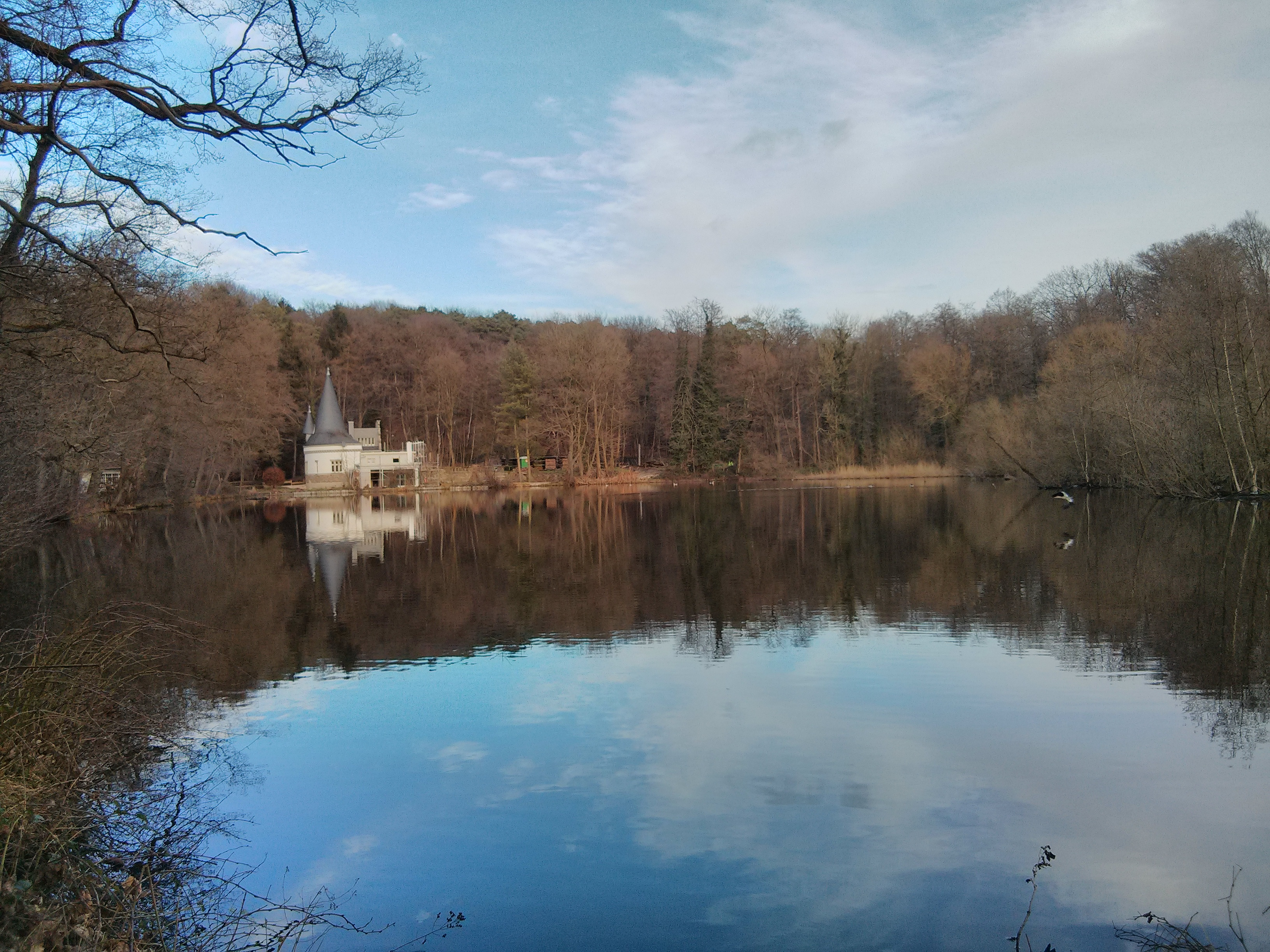
Rödgener Burgweiher

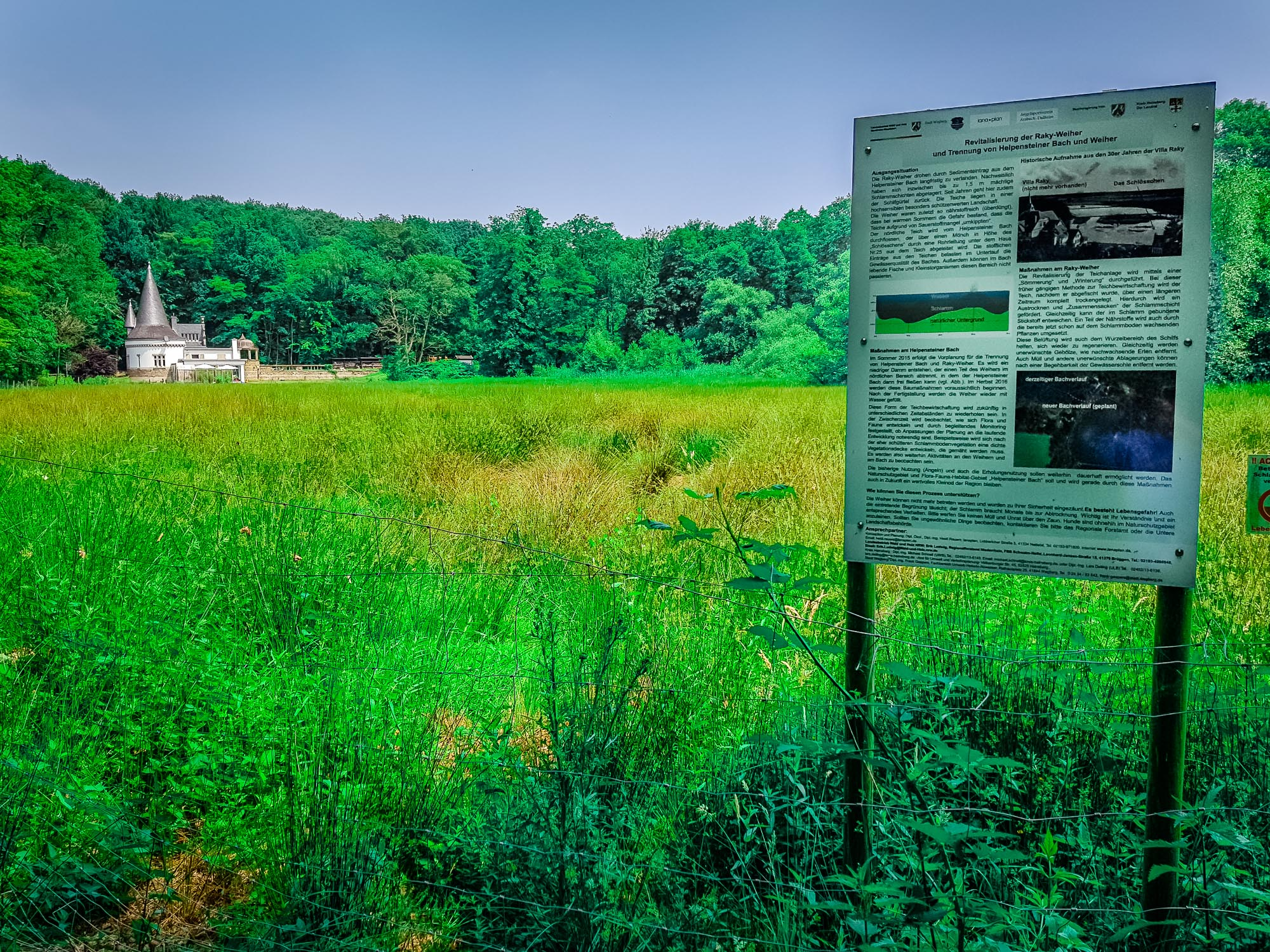
Rödgener Burgweiher, Juni 2018

Die Rödgener Mühle war eine Wassermühle mit einem oberschlächtigen Wasserrad.

## Geographie
Die Rödgener Mühle hat ihren Standort an der Anton-Raky-Straße im Ortsteil Rödgen in der Mittelstadt Wegberg im Kreis Heinsberg. Das Mühlengebäude stand auf der linken Seiten vom Helpensteiner Bach. Der Mühle vorgelagert ist ein Mühlenweiher, dessen Wasserspiegel bei 63 m ü. NN liegt und der vom Helpensteiner Bach gespeist wird. Oberhalb der Dalheimer Mühle liegt die Rödgener Mühle, unterhalb liegt die Gitstapper Mühle auf niederländischem Gebiet.

## Gewässer
Der Rothenbach hat seinen Ursprung im Helpensteiner Bach, der in der Nähe des Siemens-Prüfcenters an der Friedrich-List-Allee seine Quelle hat. Die Quellhöhe liegt bei 84 ü. NN. Der Helpensteiner Bach durchfließt auf seinem Weg den Rödgener Burgweiher, auch Rakyweiher genannt, und versorgte bis 1899 die Dalheimer Mühle über ein oberschlächtiges Mühlrad mit Wasser. Der weitere Bachverlauf führt durch waldreiches Gebiet bis hin zur Dalheimer Mühle, wo der Helpensteiner Bach den vorgelagerten Mühlenteich durchfließt und hinter der Mühle als Rothenbach auf einer Strecke von 5,5 km den Grenzverlauf zwischen den Niederlanden und Deutschland bildet. Auf seinem Weg wird die Gitstapper Mühle mit Wasser versorgt, bevor der Rothenbach bei Vlodrop auf niederländischen Gebiet als „Rode Beek“ in die Rur fließt. Die Mündungshöhe liegt bei 28 m ü. NN.

## Mühlenteich
Der Mühle vorgelagert ist ein Mühlenweiher, dessen Wasserspiegel bei 63 m ü. NN liegt und der vom Helpensteiner Bach gespeist wird. Um diesen Mühlenweiher, den sogenannten Raky-Weiher geht es in der Pressemeldung vom 20. August 2010 Wer rettet den Raky-Weiher. Man befürchtet, das der Raky-Weiher immer mehr verlandet. Die Stadt Wegberg stellte mit Meldung vom 29. April 2011 Hilfe in Aussicht. Nun hat der Landschaftsbeirat auf einer Sitzung im Kreishaus Heinsberg den Beginn der Rettungsmaßnahmen noch für 2013 in Aussicht gestellt. Pressebericht vom 22. Februar 2013. Stand Juni 2018 ist der Raky-Weiher verlandet. Der Bereich des ehemaligen Weihers kann nicht mehr betreten werden. Es besteht Lebensgefahr.

## Geschichte
Die Rödgener Mühle, unterhalb des sogenannten Rödgener Burgweihers an der Anton-Raky-Straße gelegen, ist als ehemaliges Mühlengebäude nicht mehr ohne weiteres zu erkennen. Die alte Mühle wurde 1802 errichtet und diente als Mahlmühle, die auf Grund des Höhenunterschiedes im Gelände oberschlächtig betrieben werden konnte, also über sehr gute Betriebsvoraussetzungen verfügte. Bereits 1899 wurde die Mühle geschlossen. In diesem Jahr kaufte der Bohrunternehmer Anton Raky das Gebäude und ließ es für Trina Esser, mit der ihn eine Liebschaft verband, als Wohnung herrichten. Sie war die Enkelin des Wilhelm Jansen, dem letzten Rödgener Müller.